# トマシュ・ケンジオラ
トマシュ・ケンジオラ（Tomasz Kędziora 、1994年6月11日 - ）は、ポーランド・スレフフ出身の同国代表プロサッカー選手。PAOK所属。ポジションはDF。

## クラブ経歴

### レフ・ポズナン
2010-11シーズン前にポーランド王者のレフ・ポズナンと契約を結んだ。加入当初はジュニアチームでプレーし、翌2011-12シーズン秋にトップチームに昇格した。2012年6月、2015年6月まで契約を延長。
2012年7月12日、UEFAヨーロッパリーグのFCジェティスでトップチームデビューを果たした。2014年5月5日のザヴィシャ・ブィドゴシュチュ戦でプロ初ゴールを決めた
2014年11月、契約を2018年6月まで延長。

### ディナモ・キエフ
2017年7月11日、ウクライナのFCディナモ・キーウと4年契約を結んだ。

## 代表歴
2015年6月にポーランド代表初招集。2017年11月13日、メキシコ代表とのフレンドリーマッチでポーランド代表デビューを果たした。
2018年5月、2018 FIFAワールドカップの暫定登録メンバーに選ばれたが、最終登録メンバー23人には残れなかった。

## タイトル

### クラブ
レフ・ポズナン
- エクストラクラサ: 2014–15
- ポーランド・スーパーカップ: 2015, 2016

ディナモ・キエフ
- ウクライナ・プレミアリーグ: 2020–21
- ウクライナ・カップ: 2019–20, 2020–21
- ウクライナ・スーパーカップ: 2018, 2019, 2020[12]